# AKINA NAKAMORI Special Live 2009 “Empress at Yokohama”
AKINA NAKAMORI Special Live 2009 “Empress at Yokohama”（アキナ・ナカモリ・スペシャル・ライブ・2009・エンプレス・アット・ヨコハマ）は、日本の歌手中森明菜のスペシャル・ライブ・ツアー。このライブ・ツアーは2009年8月に横浜BLITZにて全14公演開催した。その後、同ライブを収録したライブ・ビデオ『AKINA NAKAMORI Special Live 2009 “Empress at Yokohama”』が2010年8月18日にユニバーサルシグマ（ユニバーサル ミュージック ジャパン）からリリースされた（初回盤: UMBK-9227、通常盤: UMBK-1153）。

## 背景
AKINA NAKAMORI Special Live 2009 “Empress at Yokohama”は、2005年に開催したAkina Nakamori Special Live 2005 Empress at CLUB eXに続く第2弾で、ライブ・ツアーとしてはAKINA NAKAMORI LIVE TOUR 2006 〜The Last destination〜以来およそ3年ぶりであった。セットリストは、フォークの楽曲を中心としたカバー・アルバム『フォーク・ソング〜歌姫抒情歌』、『フォーク・ソング2 〜歌姫哀翔歌』をメインに、自身のカバー・アルバム作品に未収録である薬師丸ひろ子のカバー曲「Woman "Wの悲劇"より」や、2003年のスタジオ・アルバム『I hope so』より、表題曲の「I hope so」などを披露した。同曲は、本公演後の2009年9月23日に、3年ぶりのシングル「DIVA Single Version」の3曲目としてシングルカットされている。本公演で中森は「ご存じの方は懐かしんでいただいて、知らない方は『こういうすてきな曲が昔にあるんだな、オリジナルも聞いてみたいな』という気分になっていただきたい」と語った。2009年11月21日にはNHK-BS2（現：NHK BSプレミアム）（23：30〜24：29）にて、本ライブがテレビ放送された。
初日公演日から1年後にあたる2010年8月18日に、このライブを収めたライブDVD『AKINA NAKAMORI Special Live 2009 “Empress at Yokohama”』が初回盤(DVD: UMBK-9227)と通常盤(DVD: UMBK-1153)で発売された。この映像作品には、ライブ映像放送時にはオンエアされなかった楽曲「I hope so」に加え、バックステージの特典映像を収録している。また、DVD初回盤特典は、52ページの写真集付のスペシャル・パッケージ仕様となっている。

## 批評
『CDジャーナル』の鷺沼晶良は本作について「CDに比べてフォークを我流で消化できており、一幕の劇のように見せるのは、ヴィジュアル重視のこの方ならでは。」と批評している。また、竹上良成のサックスと中森の歌声との相性の良さについても評価している。

## 収録曲
| #   | タイトル                   | 作詞       | 作曲                |
| --- | -------------------------- | ---------- | ------------------- |
| 1.  | 「私は泣いています」       | りりィ     | りりィ              |
| 2.  | 「学生街の喫茶店」         | 山上路夫   | すぎやまこういち    |
| 3.  | 「旅の宿」                 | 岡本おさみ | 吉田拓郎            |
| 4.  | 「心もよう」               | 井上陽水   | 井上陽水            |
| 5.  | 「無縁坂」                 | さだまさし | さだまさし          |
| 6.  | 「シクラメンのかほり」     | 小椋佳     | 小椋佳              |
| 7.  | 「ダンスはうまく踊れない」 | 井上陽水   | 井上陽水            |
| 8.  | 「Woman」                  | 松本隆     | 呉田軽穂            |
| 9.  | 「ベルベットイースター」   | 荒井由実   | 荒井由実            |
| 10. | 「悪女」                   | 中島みゆき | 中島みゆき          |
| 11. | 「22才の別れ」             | 伊勢正三   | 伊勢正三            |
| 12. | 「雨の物語」               | 伊勢正三   | 伊勢正三            |
| 13. | 「I LOVE YOU」             | 尾崎豊     | 尾崎豊              |
| 14. | 「恋」                     | 松山千春   | 松山千春            |
| 15. | 「I hope so」              | 中森明菜   | 井上慎二郎 武部聡志 |
| 16. | 「特典映像」               |            |                     |

## ライブ日程
2009年8月18日から2009年8月28日の追加公演AKINA NAKAMORI Special Live 2009 “Empress at Yokohama” FOLK SONG NIGHTを含む、全14公演。
| 日付（2009年） | 開演時間 | 都道府県 | 会場      |
| -------------- | -------- | -------- | --------- |
| 8月18日        | 19:30〜  | 神奈川県 | 横浜BLITZ |
| 8月19日        | 18:30〜  | 神奈川県 | 横浜BLITZ |
| 8月19日        | 21:00〜  | 神奈川県 | 横浜BLITZ |
| 8月20日        | 19:30〜  | 神奈川県 | 横浜BLITZ |
| 8月21日        | 18:30〜  | 神奈川県 | 横浜BLITZ |
| 8月21日        | 21:00〜  | 神奈川県 | 横浜BLITZ |
| 8月24日        | 19:30〜  | 神奈川県 | 横浜BLITZ |
| 8月25日        | 18:30〜  | 神奈川県 | 横浜BLITZ |
| 8月25日        | 21:00〜  | 神奈川県 | 横浜BLITZ |
| 8月26日        | 18:30〜  | 神奈川県 | 横浜BLITZ |
| 8月26日        | 21:00〜  | 神奈川県 | 横浜BLITZ |
| 8月27日        | 19:30〜  | 神奈川県 | 横浜BLITZ |
| 8月28日        | 18:30〜  | 神奈川県 | 横浜BLITZ |
| 8月28日        | 21:00〜  | 神奈川県 | 横浜BLITZ |

## クレジット
『AKINA NAKAMORI Special Live 2009 “Empress at Yokohama”』のライナー・ノーツより
| ライブ・メンバー - ヴォーカル: 中森明菜 - マニピュレーター: 八巻誠 - サックス、パーカッション & キーボード: 竹上良成 ライブ・スタッフ - ステージ・プロデューサー: Takashi Ogino (HIBINO) - ステージ・ディレクター: Rie Shiraishi (Chic Corp.) - ステージ・デザイン: Kazunori Takiguchi (Chic Corp.) - ステージ・カーペンター: Makoto Takao (Kumagaya Kobo Corp.) - ハウス・サウンド・エンジニア: Ryo Iwata (CLAIR JAPAN) - モニター・サウンド・エンジニア: Nobuhiko Aratake (CLAIR JAPAN) - ステージ・エンジニア: Maki Aoe (CLAIR JAPAN) - ライティング・オペレーターズ: Natsuki Obata, Kumiko Nakajima, Yuka Aoyama（東京舞台照明） - インストゥルメンタル・テクニシャン: Yusuke Morie, Yuki Gunji (SOUND CREW) - トランスポート・ドライバー: Atsushi Ishigooka (RYO) - スタイリスト: Mika Taniguchi | DVDスタッフ - ディレクター: Masao Hata (ユニバーサルシグマ) - レコーディング & ミキシング・エンジニア: 安達義規 (Mixer's Lab) - オーサリング: ビデオテック - アート・ディレクション & デザイン & フォトグラフ: 中島裕次 - フォトグラフ・コレクション・アート・ディレクション & デザイン: Kitetsu Takamiya (67531GRAPHICS) - フォトグラファー: Yuki Shimbo - Faithway: Yumiko Kawabata - アートワーク・コーディネーション: Noriko Yamamoto (UNIVERSAL MUSIC LLC) - Head of Marketing & Product Management Division: 大原浩 (ユニバーサルシグマ) - セールス・プロモーション: Ritsuro Minowa (ユニバーサルシグマ) - Heads of Media Promotion: Daisuke Fujikawa and Chie Itoh (ユニバーサルシグマ) - Label Head: 森淳一 (ユニバーサルシグマ) - エグゼクティヴ・プロデューサーズ: 寺林晁 (UNIVERSAL MUSIC LLC)、藤倉尚 (ユニバーサルシグマ) - エグゼクティヴ・プロデューサー & ディレクター: 門村崇志 - スペシャル・サンクス: 横浜BLITZ、KMミュージック |

シューティング・スタッフ
| - Director of Photography: Toshiki Mori (DP Stock) - テクニカル・ディレクター: Koji Wada (Express) - スウィッチャー: Kanji Kato (Express) - カメラメン: Masashi Katsura, Shinji Sakuma (Gonshiro), Yoshinobu Oku (Express), Kojiro Sugawara (Express), Ken Eguchi, Shinji Kawamura, Seiji Fujimoto - カメラ・アシスタンツ: Naoya Hasimoto (Express), Katsuhiko Sato (Express), Mizusa Suzuki, Emi Kawano, Akane Michigami, Izumi Otomo (illusion), Ryo Umeyama (illusion) - ビデオ・エンジニアズ: Kensuke Ikeda, Ryoko Matsuoka, Hideki Matsura (Express) - VTRエンジニアズ: Masahiko Takano, Yoichi Kitamura (Express) - Clear-Com: Yuzuru Endo (Express) | - グリップ: Toshihiro Nakamura, Takuya Kato, Ryota Ide (SiS) - ドライバーズ: Yoshiharu Kanno, Yoshihiko Kobayashi (UP), Hideo Harada (CTS) - レコーディング・クルー: Akira Naruoka, Daisuke Futagi, Shunta Yamada (SCI) - オフライン・エディター: Tomomi Nakamura (L'espace Vision) - オンライン・エディター: Wataru Tamezawa (L'espace Vision) - MAエンジニア: Satoshi Aizato (L'espace Vision) - プロダクション・マネージャー: Maki Inose - プロダクション・アシスタント: Yoshiyuki Kumagai - プロデューサー: Kota Akutsu (Win's Moment) - ディレクター: Shin Yamato (Win's Moment) - コ・プロデュース: Win's Moment |

## リリース履歴
| 発売日        | レーベル                           | 規格 | 品番          | 備考                                       |
| ------------- | ---------------------------------- | ---- | ------------- | ------------------------------------------ |
| 2010年8月18日 | ユニバーサル ミュージック ジャパン | DVD  | UMBK-9227     | 初回限定盤                                 |
| 2010年8月18日 | ユニバーサル ミュージック ジャパン | DVD  | UMBK-1153     | 通常盤                                     |
| 2010年8月18日 | ユニバーサル ミュージック ジャパン | DVD  | PROS-3003     | Faithway special edition                   |
| 2011年9月21日 | ユニバーサル ミュージック ジャパン | DVD  | UMBK-9239     | [ 13 ]                                     |
| 2012年9月26日 | ユニバーサル ミュージック ジャパン | DVD  | UMBK-9239     | [ 14 ]                                     |
| 2013年6月19日 | ユニバーサル ミュージック ジャパン | DVD  | UMBK-9239     | [ 15 ]                                     |
| 2016年5月4日  | ユニバーサル ミュージック ジャパン | DVD  | UPBH-1404～10 | 『中森明菜 THE LIVE DVD COMPLETE BOX』より |
| 2017年3月8日  | ユニバーサル ミュージック ジャパン | DVD  | UPBY-9040     |                                            |
| 2020年10月7日 | ユニバーサル ミュージック ジャパン | DVD  | UPBY-9115     |                                            |

## 参照
1. ↑  “中森明菜/Akina Nakamori Special Live 2009 Empress at Yokohama [DVD+写真集]<初回限定盤> - TOWER RECORDS ONLINE”.  タワーレコード. 2011年9月20日閲覧。
2. 1 2  “中森明菜 - Akina Nakamori Special Live 2009 Empress at Yokohama - UNIVERSAL MUSIC JAPAN”.  ユニバーサルミュージック合同会社. 2012年6月21日閲覧。
3. ↑  “中森明菜3年ぶりのライブ決定。8日間で12公演 | 日テレNEWS24”.  日本テレビ放送網 (2009年6月9日). 2011年9月20日閲覧。
4. 1 2 3  鷺沼晶良「今月の注目盤 音楽DVD」『CDジャーナル』第54巻第10号、音楽出版社、2009年10月、90頁。
5. 1 2  『AKINA NAKAMORI Special Live 2009 “Empress at Yokohama”』（DVD）中森明菜、ユニバーサルシグマ、2010年8月18日。UMBK-9227。
6. 1 2  “中森明菜/Akina Nakamori Special Live 2009 Empress at Yokohama ＜初回限定生産＞ : 中森明菜 - セブンネットのネット通販”.  セブン&アイ・ホールディングス. 2012年7月28日閲覧。
7. ↑  『DIVA Single Version』（12cmCD）中森明菜、ユニバーサルシグマ、2009年9月23日。UMCK-5257。
8. ↑  “中森明菜 UNIVERSAL MUSIC OFFICIAL WEBSITE”.   ユニバーサルミュージック. 2009年12月31日時点のオリジナルよりアーカイブ。2011年9月20日閲覧。
9. ↑  “中森明菜、名曲カバーを熱唱「ご存じの方は懐かしんで」 | 日テレNEWS24”.   日本テレビ放送網 (2009年8月26日). 2011年9月20日閲覧。
10. ↑  “中森明菜オフィシャルサイト » news”.   Nakamoriakina.com (2009年10月23日). 2010年1月4日時点のオリジナルよりアーカイブ。2011年5月21日閲覧。
11. 1 2  “Akina Nakamori Special Live 2009 Empress at Yokohama[初回限定盤][+写真集] - UNIVERSAL MUSIC JAPAN”.   ユニバーサルミュージック合同会社. 2012年6月21日閲覧。
12. 1 2  “横浜BLITZ｜スケジュール”.  TBSテレビ. 2012年8月22日時点のオリジナルよりアーカイブ。2010年8月18日閲覧。
13. ↑  “中森明菜/Akina Nakamori Special Live 2009 Empress at Yokohama〈初回生産限定・2011年12月29日までの期間限定出荷〉 [DVD] - CDJournal.com”.   音楽出版社. 2012年7月31日時点のオリジナルよりアーカイブ。2011年9月19日閲覧。
14. ↑  “中森明菜/Akina Nakamori Special Live 2009 Empress at Yokohama〈初回生産限定・2012年12月28日までの期間限定出荷〉 [DVD] - CDJournal.com”.   音楽出版社. 2012年7月28日閲覧。
15. ↑  “中森明菜「Akina Nakamori Special Live 2009 Empress at Yokohama」│UMBK-9239│4988005675460│Shopping│Billboard JAPAN”.  阪神コンテンツリンク、プランテック & Prometheus Global Media. 2013年4月14日閲覧。